# Tổ chức các nước xuất khẩu dầu lửa
Tổ chức các nước xuất khẩu dầu mỏ (tiếng Anh: Organization of Petroleum Exporting Countries, viết tắt OPEC) là tổ chức đảm bảo thu nhập ổn định cho các quốc gia thành viên và đảm bảo nguồn cung dầu mỏ cho các khách hàng.
OPEC là tổ chức đa chính phủ được thành lập bởi các nước Iran, Iraq, Kuwait, Ả Rập Xê Út và Venezuela trong hội nghị tại Bagdad (10-14/9/1960). Các thành viên Qatar (1961), Libya (1962), UAE (1967), Algérie (1969) và Nigeria (1971) lần lượt gia nhập tổ chức sau đó. Ecuador (1973–1992), Indonesia (1962-2008) và Gabon (1975–1994) cũng từng là thành viên của OPEC. Trong 5 năm đầu tiên trụ sở của OPEC đặt ở Genève, Thụy Sĩ, sau đấy chuyển về Viên, Áo từ tháng 9/1965.
Các nước thành viên OPEC khai thác vào khoảng 40% tổng sản lượng dầu lửa thế giới và nắm giữ khoảng 75% trữ lượng dầu thế giới.

## Lịch sử

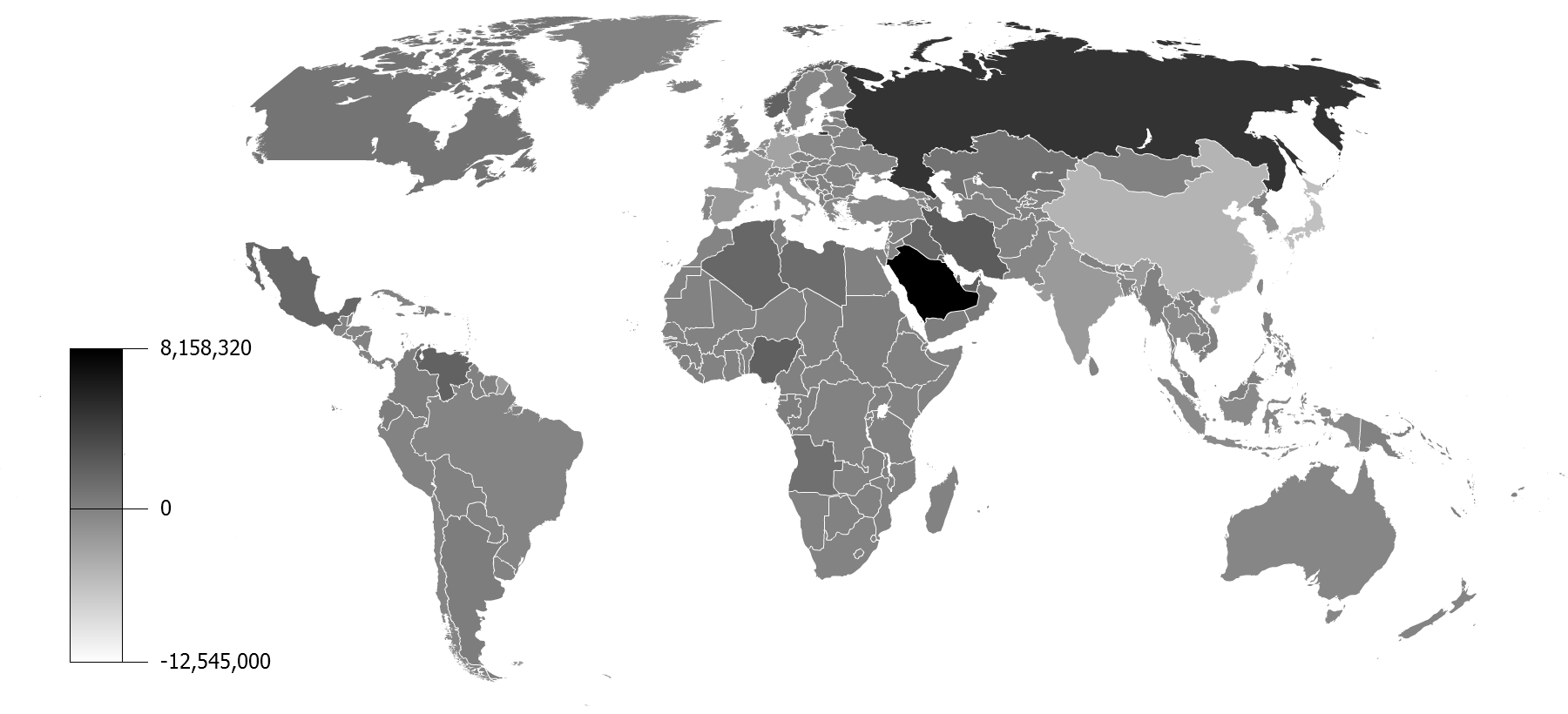
Xuất khẩu - nhập khẩu theo quốc gia, thùng/ngày

Vào ngày 10-14/9/1960, theo sáng kiến của Bộ trưởng Bộ Năng lượng và Mỏ Venezuelan Juan Pablo Pérez Alfonso và bộ trưởng Bộ Năng lượng và Mỏ Ả Rập Xê Út Abdullah al-Tariki, các chính phủ Iraq, Iran, Kuwait, Ả Rập Xê Út và Venezuela nhóm họp tại Baghdad để thảo luận các phương án nhằm tăng giá dầu thô sản xuất ở các quốc gia này
OPEC được thành lập nhằm thống nhất và phối hợp các chính sách về dầu mỏ của các quốc gia thành viên. Giữa năm 1960 và 1975, tổ chức này đã mở rộng bao gồm các thành viên mới như Qatar (1961), Indonesia (1962), Libya (1962), Các tiểu vương quốc Ả Rập thống nhất (1967), Algérie (1969), và Nigeria (1971). Ecuador và Gabon trước đây từng là thành viên của OPEC, nhưng Ecuador đã rút lui ngày 31/12/1992 do họ không sẵn sàng hay không thể chi trả 2 triệu đô la tiền phí thành viên và cảm giác rằng họ cần sản xuất nhiều dầu hơn chỉ tiêu mà OPEC cho phép, dù vậy họ gia nhập trở lại vào tháng 10/2007. Các mối quan tâm tương tự cũng đã thúc đẩy Gabon ngừng làm thành viên vào tháng 1/1995. Angola gia nhập đầu năm 2007. Na Uy và Nga tham dự các hội nghị của OPEC với tư cách là quan sát viên. OPEC không phải không thích mở rộng nữa, Mohammed Barkindo, tổng thư ký OPEC gần đây đã đề nghị Sudan gia nhập. Iraq vẫn là thành viên của OPEC, nhưng sản lượng của Iraq không nằm trong bất kỳ chỉ tiêu thỏa thuận nào của OPEC kể từ tháng 3/1998.
Tháng 5/2008, Indonesia tuyên bố rời khỏi OPEC khi hết hạn thành viên và vào cuối năm đó, nước này trở thành quốc gia nhập khẩu dầu và không thể đạt được chỉ tiêu sản xuất dầu của họ. 1 bản tuyên bố do OPEC đưa ra ngày 10/9 n/2008 đã xác nhận Indonesia rút khỏi tổ chức này, trong đó có đoạn "thật tiếc là chúng tôi phải chấp nhận mong muốn của Indonesia để dừng tư cách thành viên trong Tổ chức OPEC và hy vọng rằng Quốc gia này sẽ sẵn sàng gia nhập trở lại trong một tương lai không xa."  Indonesia vẫn xuất khẩu dầu ngọt nhẹ và nhập khẩu dầu chua hơn (chứa nhiều lưu huỳnh), nặng hơn để tận dụng chênh lệch giá (nhập khẩu lớn hơn xuất khẩu).

## Tổ chức

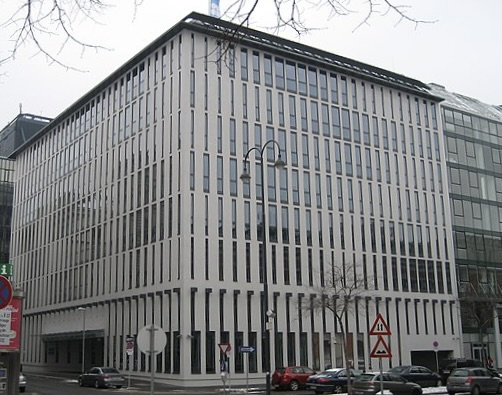
Văn phòng chính của OPEC tại Viên, Áo

OPEC có khả năng điều chỉnh hạn ngạch khai thác dầu lửa của các nước thành viên và qua đó có khả năng khống chế giá dầu. Hội nghị các bộ trưởng phụ trách năng lượng và dầu mỏ thuộc tổ chức OPEC được tổ chức mỗi năm 2 lần nhằm đánh giá thị trường dầu mỏ và đề ra các biện pháp phù hợp để bảo đảm việc cung cấp dầu. Bộ trưởng các nước thành viên thay nhau theo nguyên tắc xoay vòng làm chủ tịch của tổ chức hai năm một nhiệm kỳ.

### Thành viên
Hiện nay tổ chức này có 11 nước thành viên được liệt kê dưới đây với ngày tháng gia nhập.
Châu Phi
- Algérie (7/1969)
- Libya (12/1962)
- Nigeria (7/1971)
- Angola (1/2007)

Trung Đông
- Iran (9/1960)

Các nước thành viên OPEC
Thành viên hiện tại
Cựu thành viên

- Iraq (9/1960) (không được đếm vào phần xuất khẩu của OPEC từ năm 1998)
- Kuwait (9/1960)
- Ả Rập Xê Út (9/1960)
- Các Tiểu vương quốc Ả Rập Thống nhất (11/1967)

Nam Mỹ
- Venezuela (9/1960)

Cựu thành viên
- Gabon (Thành viên chính thức: 1975-1995)
- Indonesia (12/1962-2008)
- Qatar (1961-2019)
- Ecuador (1973-1993, 2007-1/2020)

Thành viên tương lai
- Bolivia,  Canada,  Sudan và  Syria đã được OPEC mời tham gia.[14]

## Mục tiêu
Mục tiêu chính thức được ghi vào hiệp định thành lập của OPEC là ổn định thị trường dầu thô, bao gồm các chính sách khai thác dầu, ổn định giá dầu thế giới và ủng hộ về mặt chính trị cho các thành viên khi bị các biện pháp cưỡng chế vì các quyết định của OPEC. Nhưng thật ra nhiều biện pháp được đề ra lại có động cơ bắt nguồn từ quyền lợi quốc gia, thí dụ như trong các cơn khủng hoảng dầu, OPEC chẳng những đã không tìm cách hạ giá dầu mà lại duy trì chính sách cao giá trong thời gian dài.
Mục tiêu của OPEC thật ra là một chính sách dầu chung nhằm để giữ giá. OPEC dựa vào việc phân bổ hạn ngạch cho các thành viên để điều chỉnh lượng khai thác dầu, tạo ra khan hiếm hoặc dư dầu giả tạo nhằm thông qua đó có thể tăng, giảm hoặc giữ giá dầu ổn định. Có thể coi OPEC như là một liên minh độc quyền (cartel) luôn tìm cách giữ giá dầu ở mức có lợi nhất cho các thành viên.

## Các biện pháp của OPEC theo thứ tự thời gian
- 14/9/1960: thành lập tổ chức theo đề xuất của Venezuela tại Baghdad.
- 1965: Dời trụ sở về Wien. Các thành viên thống nhất một chính sách khai thác chung để bảo vệ giá.
- 1970: Nâng giá dầu lên 30%, nâng thuế tối thiểu áp dụng cho các công ty khai thác dầu lên 55% của lợi nhuận.
- 1971: Nâng giá dầu sau khi thương lượng với các tập đoàn khai thác. Tiến tới đạt tỷ lệ quốc gia hóa 50% các tập đoàn.
- 1973: Tăng giá dầu tăng từ 2,89 USD/thùng lên 11,65 USD. Thời gian này được gọi là cuộc khủng hoảng dầu lần thứ nhất, OPEC khai thác 55% lượng dầu của thế giới.
- 1974-1978: tăng giá dầu 5-10% hầu như mỗi nửa năm 1 lần để chống lại việc USD bị lạm phát.
- 1979: Khủng hoảng dầu lần thứ hai. Sau cuộc cách mạng Hồi giáo giá dầu từ 15,5 USD/thùng được nâng lên 24 USD. Libya, Algérie và Iraq thậm chí đòi đến 30 USD/thùng.
- 1980: Đỉnh điểm chính sách cao giá của OPEC. Lybia đòi 41 USD, Ả Rập Xê Út 32 USD và các nước thành viên còn lại 36 USD/thùng dầu.
- 1981: Lượng tiêu thụ dầu giảm do các nước công nghiệp lâm vào cuộc khủng hoảng kinh tế và bắt nguồn từ cuộc khủng hoảng dầu lần thứ nhất, do giá dầu cao, nhiều nước trên thế giới đầu tư vào các nguồn năng lượng khác. Lượng tiêu thụ dầu thế giới giảm 11% trong thời gian từ 1979-1983, thị phần dầu của OPEC trên thị trường thế giới giảm xuống còn 40%.
- 1982: Quyết định giảm lượng sản xuất tuy được thông qua nhưng lại không được các thành viên giữ đúng. Thị phần của OPEC giảm xuống còn 33% và vào năm 1985 còn 30% trên tổng số lượng khai thác dầu trên thế giới. Lượng khai thác dầu giảm xuống đến mức thấp kỷ lục là 17,34 triệu thùng/ngày.
- 1983: Giảm giá dầu từ 34 USD xuống 29 USD/thùng. Giảm hạn ngạch khai thác từ 18,5 triệu xuống 16 triệu thùng/ngày.
- 1986: Giá dầu rơi xuống đến dưới 10 USD/thùng do sản xuất thừa và do một số nước trong OPEC giảm giá dầu.
- 1990: Giá dầu được nâng lên trong tầm từ 18-21 USD/thùng. Nhờ vào chiến tranh Vùng Vịnh giá dầu đạt đến mức đề ra.
- 2000: Giá dầu đã dao động mạnh, vượt qua cả hai mức thấp và cao nhất trong lịch sử. Nếu trong quý I, chỉ với 9 USD người ta cũng có thể mua được một thùng dầu thì trong quý IV giá đã vượt trên 37 USD/thùng. Các thành viên của OPEC đồng ý giữ giá dầu ở mức 22-28 USD/thùng.
- 2005: OPEC quyết định giữ nguyên lượng khai thác 27 triệu thùng. Các thành viên đã nhất trí "tạm ngưng" không giữ giá dầu ở mức 22-28 USD/thùng.